# Stelling van Fermat over de som van twee kwadraten
In de getaltheorie, een deelgebied van de wiskunde, geeft de stelling van Fermat over de som van twee kwadraten de voorwaarde ervoor dat een priemgetal de som van twee kwadraatgetallen is. De stelling is voor het eerst in 1640 gegeven door Albert Girard, maar toch genoemd naar Fermat. Het eerste bekende bewijs is uit 1747 van Euler.
Meer exact zegt de stelling dat een oneven priemgetal {\displaystyle p} uit te drukken is als
{\displaystyle p=x^{2}+y^{2}}
waar {\displaystyle x} en {\displaystyle y} gehele getallen zijn, dan en slechts dan als
{\displaystyle p\equiv 1\mod {4}}

## Voorbeeld
De oneven priemgetallen 5, 13, 17, 29, 37 en 41 zijn modulo 4 alle equivalent met 1 en kunnen als volgt als som van kwadraten worden geschreven:
{\displaystyle 5=1^{2}+2^{2},\quad 13=2^{2}+3^{2},\quad 17=1^{2}+4^{2},\quad 29=2^{2}+5^{2},\quad 37=1^{2}+6^{2},\quad 41=4^{2}+5^{2}}.
De priemgetallen 3, 7, 11, 19, 23 en 31 zijn alle modulo 4 gelijk aan 3, dus niet als de som van twee kwadraten te schrijven.

## Websites
- MathWorld. Fermat's 4n+1 Theorem.